# Різдво в Новій Зеландії

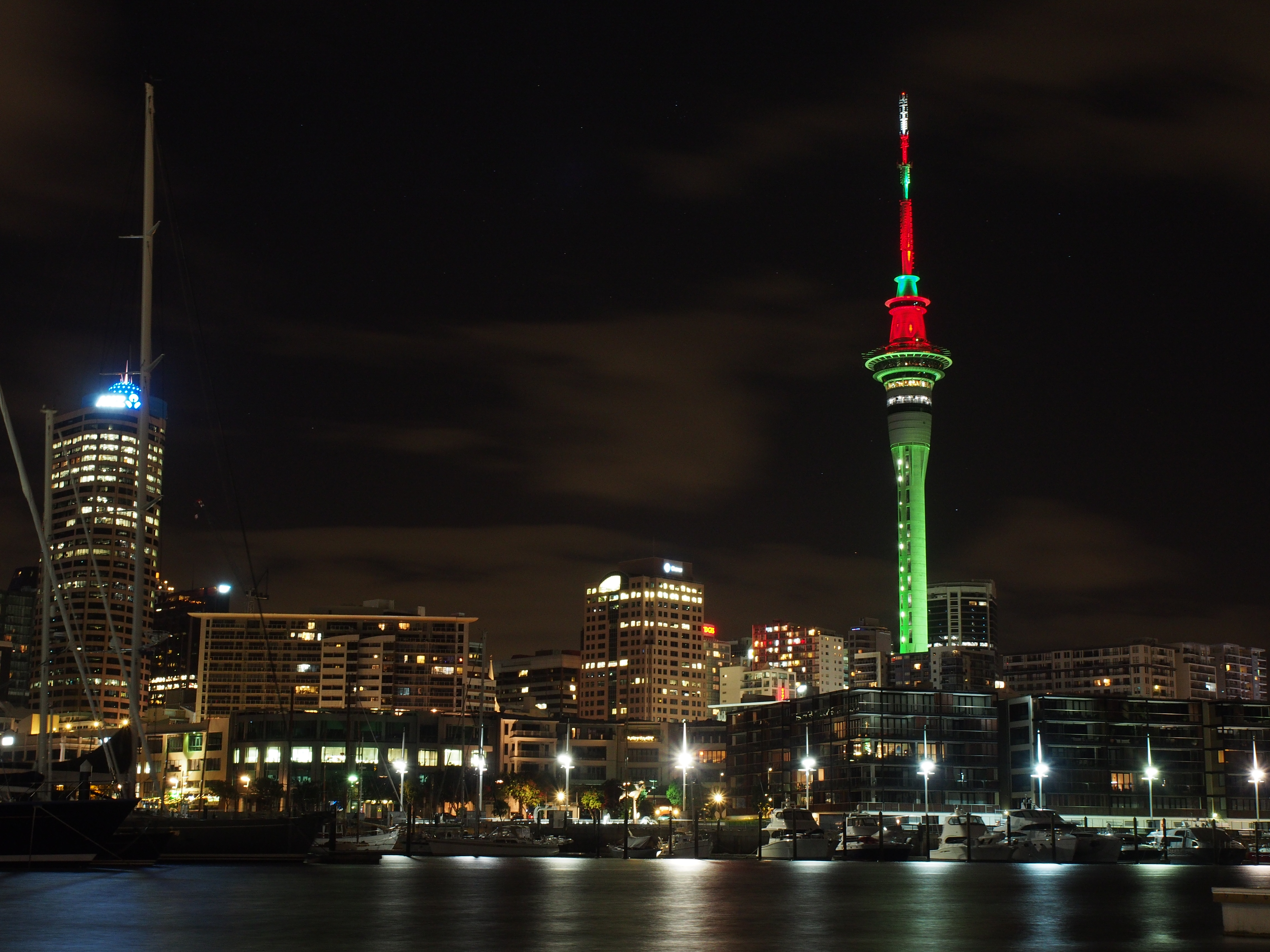
Sky Tower в Окленді підсвічується різдвяними кольорами протягом грудня

Різдвяні традиції в Новій Зеландії схожі на австралійські.Вони включають поєднання британських і північноамериканських традицій, таких як різдвяні символи із зображенням зимової іконографії. Однак, зважаючи на те, що Різдво припадає на літній сезон у південній півкулі, завдяки теплій погоді розвинулися деякі місцеві традиції. Різдвяні страви Нової Зеландії включають літні фрукти та овочі, різноманітні види м'яса та морепродуктів, а також павлову (десерт на основі меренги, популярний в Австралазії). На виставці демонструється новозеландська різдвяна ялинка pōhutukawa, а також традиційне північноєвропейське дерево.
Різдво (маор. Kirihimete), який відзначався 25 грудня, став широко відзначатися наприкінці 19 століття серед поселенців Пакеха (Європейців). Сьогодні Різдво та День подарунків є офіційними святами в Новій Зеландії. У той час як День подарунків є стандартним встановленим законом святом, Різдво є одним з небагатьох днів у році, коли всі, окрім найнеобхідніших підприємств і служб, повинні бути зачинені.

## Історія
Християнське свято Різдва Христового було завезене до Нової Зеландії місіонерами на початку 19 століття. Перше зафіксоване різдвяне богослужіння на берегах Нової Зеландії відбулося у 1814 році, коли преподобний Семюел Марсден виголосив проповідь перед близько 400 маорі в бухті Ойхі в затоці островів на запрошення вождів Те Пахі та Руатара.
У середині 19 століття святкування Різдва відрізнялося за конфесійною ознакою. Англійські та ірландські поселенці, які, як правило, були англіканами та католиками відповідно, принесли свої власні різдвяні традиції. Шотландські поселенці не святкували Різдво широко, оскільки шотландська пресвітеріанська церква ніколи не приділяла особливого значення різдвяному фестивалю, вважаючи його небіблійним. Наприкінці 19-го століття пресвітеріани почали святкувати Різдво, і в міру того, як сектантство між різними етнічними громадами зменшилося, свято стало широко відзначатися всіма новозеландцями — хоча і як стриману, приватну справу до кінця 20-го століття.
Різдво стало державним святом після Закону про банківські свята 1873 року, і всі працівники мали право на вихідний день на Різдво відповідно до Закону про промислове примирення та арбітраж 1894 року. Закон про державні свята 1910 року також встановив Різдво та «день після Різдва» (день подарунків) як неробочі дні.

## Зображення та декорації

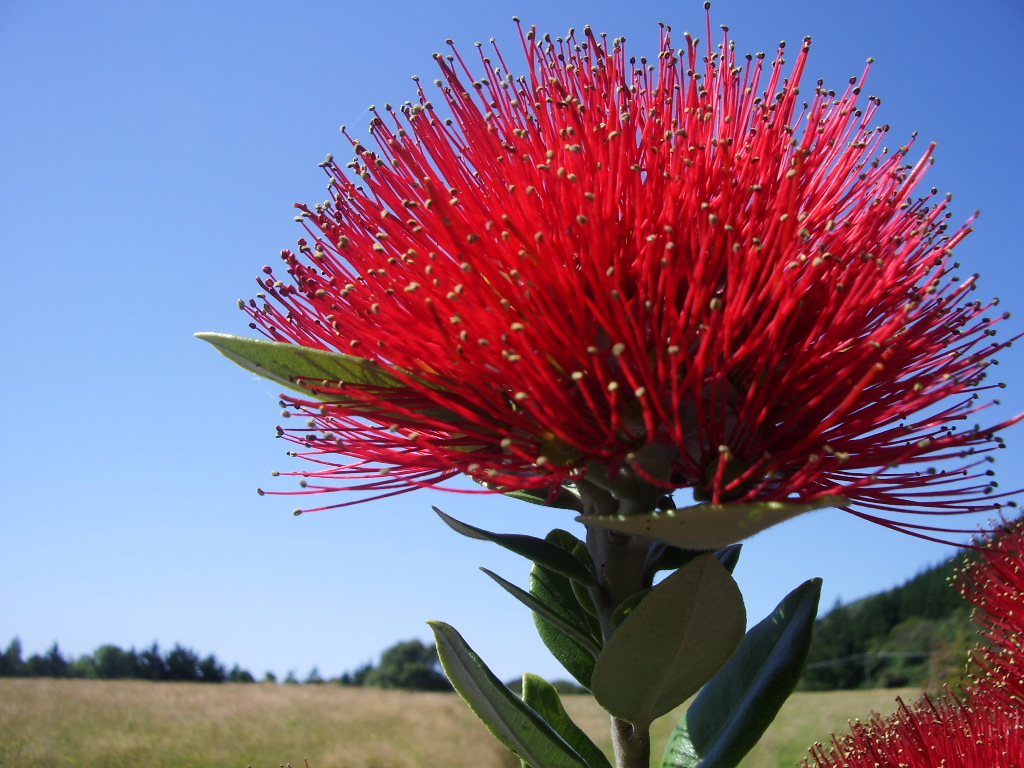
Похутукава, що цвіте в грудні (Metrosideros excelsa), є часто використовуваним символом Різдва в Новій Зеландії.

Новозеландці святкують Різдво з традиційними зимовими образами північної півкулі, змішаними з місцевими та біблійними образами. Місцеві рослини, папороті та льон представлені поряд із традиційними різдвяними квітами, такими як омела, а також біблійними зірками та ангелами. Похутукава, яка дає великі багряні квіти в грудні, є часто використовуваним символом Різдва в Новій Зеландії, і згодом похутукава стала відомою як новозеландська різдвяна ялинка.
Деякі домовласники прикрашають зовнішню частину своїх будинків. Виставки варіюються від скромних до вишуканих, іноді із сотнями вогнів і прикрас, що зображують сезонні мотиви, як-от різдвяні ялинки, Санта-Клауса, північних оленів або вертепи.  Окремі регіони мають традицію складних демонстрацій і приваблюють велику кількість пішоходів і транспортних засобів під час Різдвяного сезону. Це попри довші дні, коли сутінки починаються з 9:05 вечора в Гізборні (найбільш північно-східне місто Нової Зеландії) до 10:20 вечора в Інверкаргіллі (найбільш південно-західне місто).

## Їжа

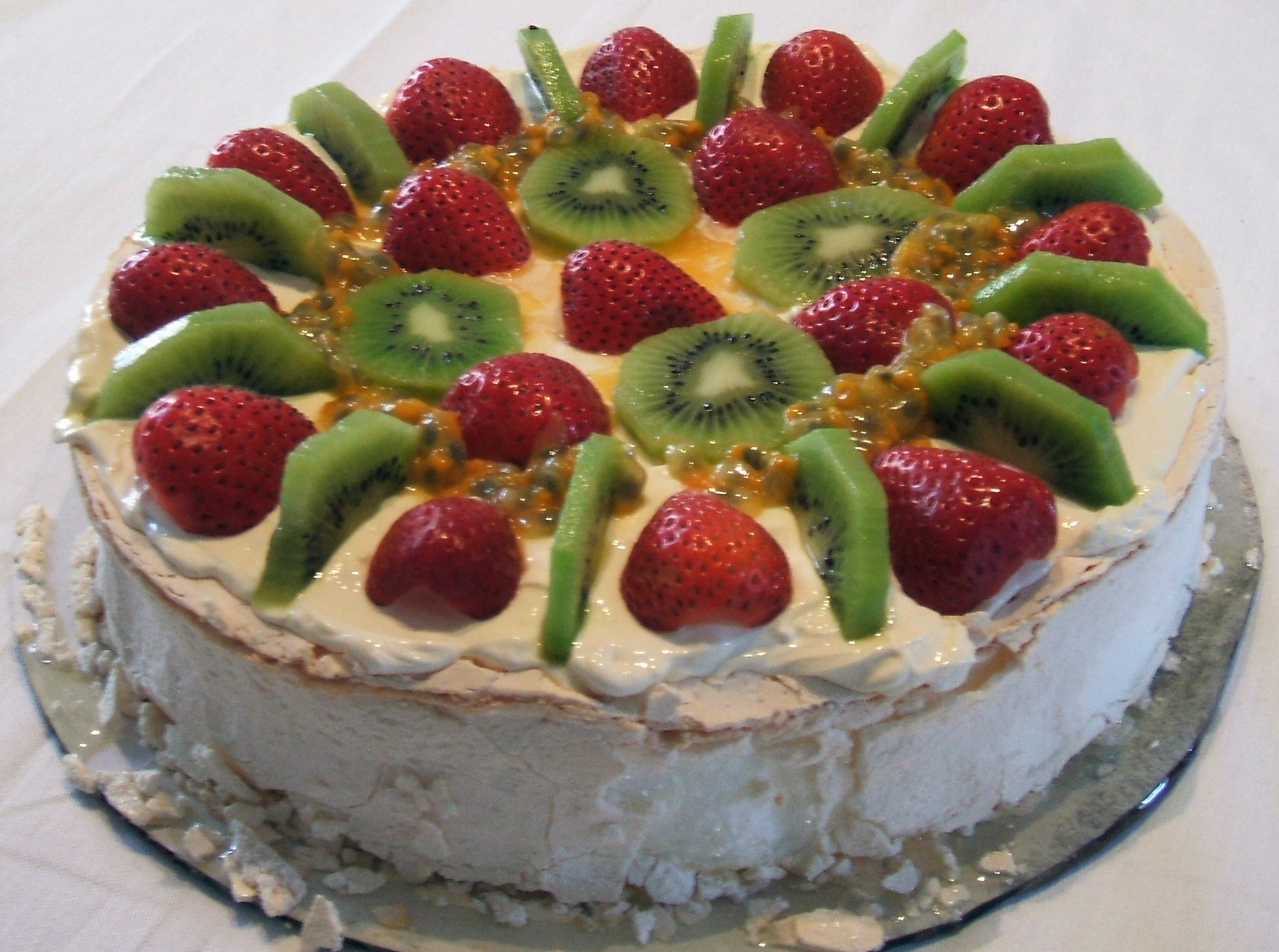
Торт «Павлова» — популярний різдвяний десерт у Новій Зеландії

Сім'ї традиційно збираються на різдвяний обід. Хоча офіційна вечеря в приміщенні залишається традиційною, з 2000-х років зросла популярність обідів з барбекю: у 2019 році близько 43 % новозеландців пообідали на барбекю.
Різдвяні обіди зазвичай включають гаряче м'ясо, з бараниною та шинкою, які є найпопулярнішими, коренеплоди, такі як картопля та кумара (солодка картопля), а також різноманітні салати. Зважаючи на часто теплу літню погоду, популярним стало подавання холодного м'яса і морепродуктів (наприклад, вугра). Традиційні різдвяні страви Північної півкулі, такі як індичка та брюссельська капуста, були поширені в минулому і продовжують вживатися в їжу меншістю. Аналогічно, солодкі страви включають як традиційні британські різдвяні десерти (такі як різдвяний пиріг, різдвяний пудинг, пиріжки з фруктовим фаршем і трайфл), так і місцеві десерти, такі як торт «Павлова» з літніми фруктами (наприклад, полуниця та малина) або ківі.

## Паради

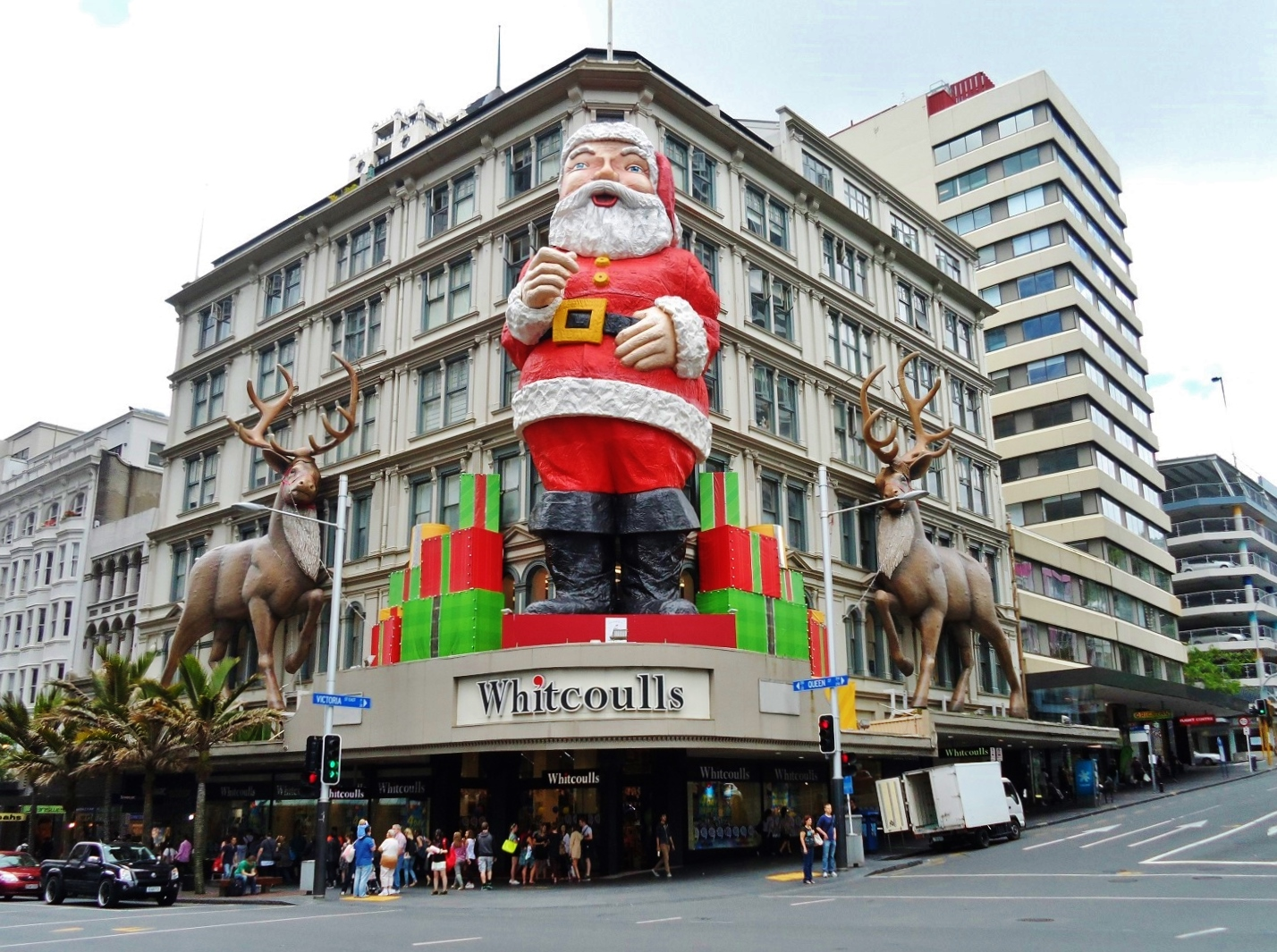
Різдвяна виставка з Санта-Клаусом і оленями в магазині на Квін-стріт, Окленд, 2013 рік

У Новій Зеландії проходить кілька різдвяних тематичних парадів. Популярною подією є Оклендський парад Санта-Клауса на Квін-стріт. У ньому беруть участь численні поплавки та марширують оркестри, і він щороку привертає увагу великого натовпу. Він проводиться наприкінці листопада для розміщення відпочиваючих і розглядається як преамбула до подальших святкових заходів. Традиція «Колядки при свічках» популярна в Новій Зеландії, особливо в Окленді та Крайстчерчі, де зазвичай відбуваються великі зібрання колядників просто неба, відомі як «Різдво в парку».

## Роздрібна торгівля
Напередодні Різдва — найжвавіший сезон покупок в Новій Зеландії. Компанія Paymark, яка надає послуги EFTPOS 70 відсоткам роздрібних торговців,, зафіксував загальну суму транзакцій через свою мережу на суму 8,6 мільярда доларів за шість тижнів до Різдва 2019 року. Напередодні Різдва 2019 року мережа Paymark обробляла 199 транзакцій в секунду в години пік.
Розпродажі Чорної п'ятниці почали запроваджувати новозеландські роздрібні торговці у 2013 році, головним чином для того, щоб залишатися конкурентоспроможними з американськими інтернет-магазинами. У 2015 році великі роздрібні торговці, такі як The Warehouse, Noel Leeming і Harvey Norman, запропонували розпродажі до Чорної п'ятниці, а у 2018 році до них приєдналися Farmers, JB Hi-Fi, Briscoes and Rebel Sport. У Чорну п'ятницю 2019 року Paymark обробила транзакцій на 253 мільйони доларів через свою мережу, вперше обігнавши День подарунків.

## ЗМІ
Оскільки Різдво припадає на літо, перегляд телевізора не є такою важливою частиною різдвяних традицій Нової Зеландії, як у багатьох країнах північної півкулі. Більшість регулярних телевізійних серіалів та випусків новин знімаються з ефіру з середини грудня до середини-кінця січня. На новозеландському телебаченні та радіо заборонена будь-яка реклама на Різдво, це правило діє також у Страсну п'ятницю та Великодню неділю.
Багато телевізійних каналів повторно показують фільми на різдвяну тематику впродовж тижнів, що передують Різдву, включно з ним.
Телеканал TVNZ 1 транслює Королівське Різдвяне послання о 18:50. Послання транслюється по телебаченню щонайменше з 1961 року.